# Modibo Kadalie
Pour les articles homonymes, voir Kadalie.
 (mai 2022).
Modibo Kadalie est un activiste, écologiste, académicien et militant radical américain.

## Biographie
Il participe aux mouvement des droits sociaux au sein du Black Power et à la lutte Panafricaine dans les années 1960 à Atlanta.
Dans les années 1970, il est membre de la Ligue des travailleurs noirs révolutionnaires (en) (League of Revolutionary Black Workers, LRBW) à Détroit et du mouvement Comité de soutien à la Libération Africaine (African Liberation Support Committee, ALSC). Il est également délégué du sixième congrès panafricain en 1974.
Pour lui, la proximité avec ses pairs et ses voisins est le fondement de l'autonomie et de l'auto-gouvernance car elle offre à des groupes d'individus la possibilité de s'associer sans hiérarchie.
Il est aussi brasseur, conducteur de taxi et professeur de science politique. Il est maintenant à la retraite et a fondé l'Institut de Recherche Autonome pour l'Écologie Sociale et la Démocratie (Autonomous Research Institute for Direct Democracy and Social Ecology, ARIDDSE) en 2017.
C'est un penseur de l'écologie panafricaine et un militant du panafricanisme.

## Publications
- (en) Internationalism, Pan-Africanism and the Struggle of Social Classes, One Quest Press, 2000, 720 p. (ISBN 978-0970274908)
- (en) Pan-African Social Ecology: Speeches, Conversations, and Essays (préf. Andrew Zonneveld), On Our Own Authority!, 2019, 175 p. (ISBN 978-0990641889)